# Lamees Dhaif
Lamees Dhaif (en arabe : لميس ضيف) est une journaliste bahreïnienne.

## Biographie
Lamees Dhaif commence sa carrière de journaliste en 2005 pour le journal Al-Ayam. Plusieurs de ses articles sont censurés et privés de publication parce qu'elle écrit sur des sujets sensibles ou subversifs, commençant par étudier l'islamisme radical puis se penchant sur le sujet de la corruption. Elle gagne en notoriété quand elle commence à présenter une émission sur des sujets sensibles comme la pauvreté, la prostitution et la corruption sur la chaîne koweïtienne privée Al-Rai TV.
Elle est élue au bureau d'administration de l'association des journalistes de Bahreïn pour trois mandats consécutifs.
Lamees Dhaif est arrêtée en 2009 après avoir accusé plusieurs juges de corruption dans une série d'articles de journal. Elle refuse de se rendre au tribunal en l'absence d'un représentant de l'association des journalistes du Bahreïn et de son propre employeur, le rédacteur en chef d'Al-Waqt. Elle est finalement relaxée.
Soutenant l'opposition lors du soulèvement bahreïnien, elle est interdite de publication. Arrêtée en 2011 pour des propos négatifs sur le gouvernement, elle est à nouveau relaxée, mais le gouvernement incendie sa maison. Elle lance alors un blog indépendant, restant en exil hors du Bahreïn, où elle ne peut plus se rendre.

## Prix et récompenses
- Prix du meilleur article d'investigation, 2004[4]
- Prix de l'excellence en journalisme, 2008[4]
- Meilleure autrice par l'Union des femmes en 2009[4]
- Prix Tully pour la liberté d'expression, 2012[1],[3]